# August Lehmann
August Lehmann (Zurigo, 26 febbraio 1909 – 13 settembre 1973) è stato un calciatore svizzero, di ruolo difensore.